# Torneo di Wimbledon 1954
Il Torneo di Wimbledon 1954 è stata la 68ª edizione del Torneo di Wimbledon e terza prova stagionale dello Slam per il 1954.
Si è giocato sui campi in erba dell'All England Lawn Tennis and Croquet Club di Wimbledon a Londra, in Gran Bretagna.

## Campioni

### Senior

#### Singolare maschile
Jaroslav Drobný ha battuto in finale  Ken Rosewall con il punteggio di 13–11, 4–6, 6–2, 9–7.

#### Singolare femminile
Maureen Connolly ha battuto in finale  Louise Brough con il punteggio di 6–2, 7–5.

#### Doppio maschile
Rex Hartwig /  Mervyn Rose hanno battuto in finale  Vic Seixas /  Tony Trabert con il punteggio di 6–4, 6–4, 3–6, 6–4.

#### Doppio femminile
Louise Brough /  Margaret Osborne duPont hanno battuto in finale  Shirley Fry /   Doris Hart con il punteggio di 4–6, 9–7, 6–3.

#### Doppio misto
Doris Hart /  Vic Seixas hanno battuto in finale  Margaret Osborne duPont /  Ken Rosewall con il punteggio di 5–7, 6–4, 6–3.

### Junior

#### Singolare ragazzi
Ramanathan Krishnan ha sconfitto in finale  Ashley Cooper con il punteggio di 6–2, 7–5.

#### Singolare ragazze
Valerie Pitt ha sconfitto in finale  Colette Monnot con il punteggio di 5–7, 6–3, 6–2.